# Odeon di Agrippa

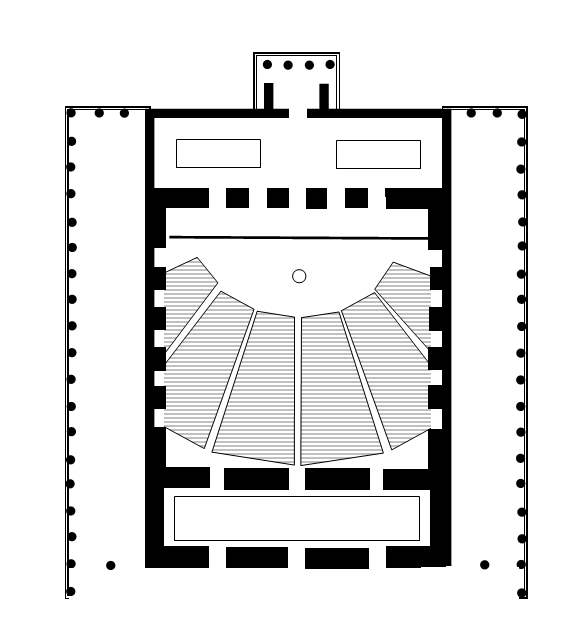
Pianta schematica dell'Odeion di Agrippa nella sua prima fase.

L'Odeon di Agrippa fu un odéon (sala per concerti e conferenze) collocato al centro dell'antica agorà di Atene e costruito nel 16-14 a.C. come dono alla città da parte di Agrippa, amico e genero di Augusto. Gli Ateniesi avevano poi dedicato ad Agrippa un monumento collocato all'ingresso dei Propilei dell'Acropoli.
L'edificio dell'odeon occupava parte dell'antica piazza, nel luogo dove tra il VI e il V secolo a.C. si trovava la cosiddetta "Orchestra", andata in disuso dopo la costruzione del teatro di Dioniso. La contemporanea costruzione della nuova agorà romana aveva reso inoltre possibile ridurre l'ampiezza dell'antica piazza del mercato.

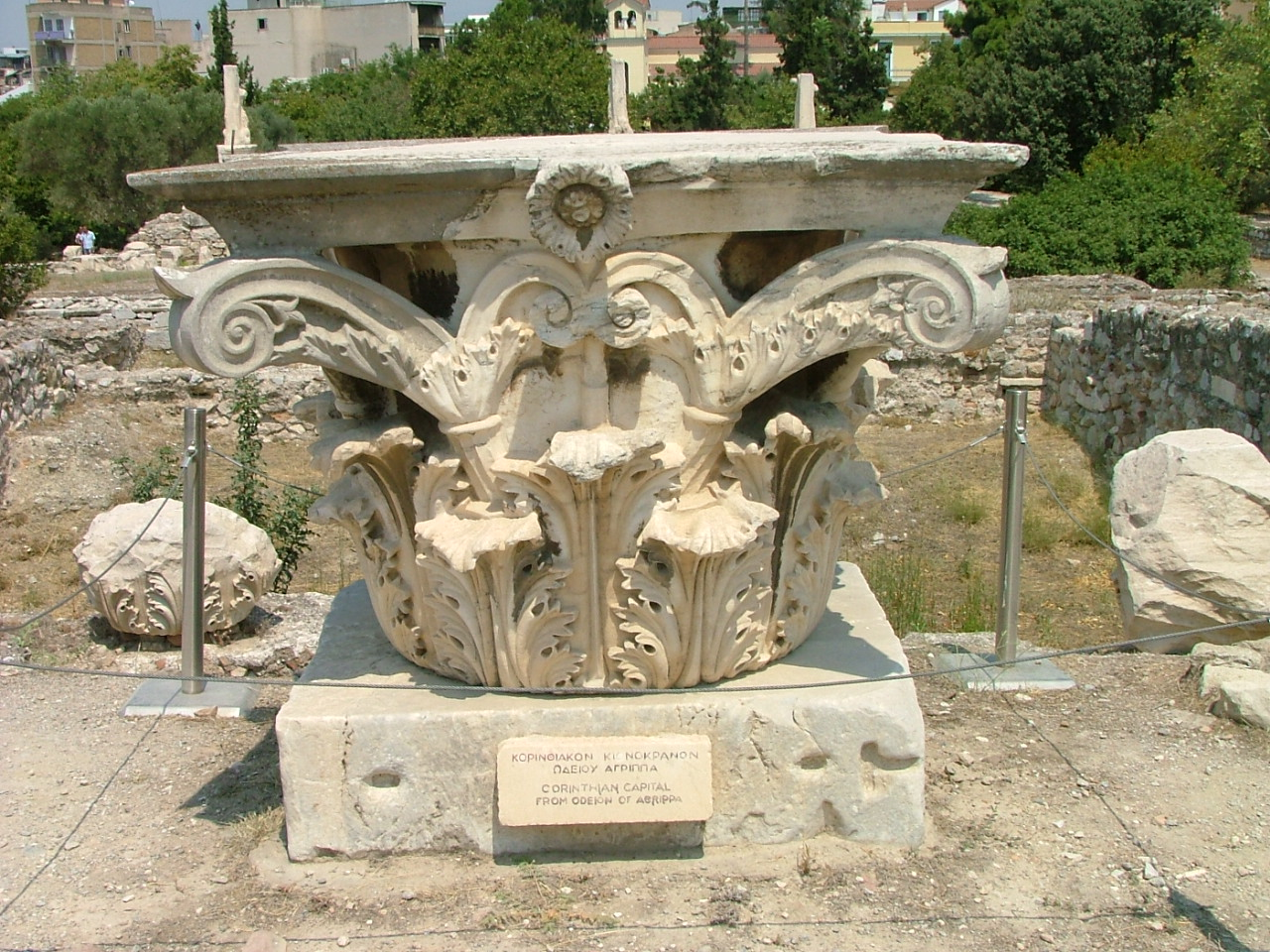
Capitello corinzio appartenente all'odeon.

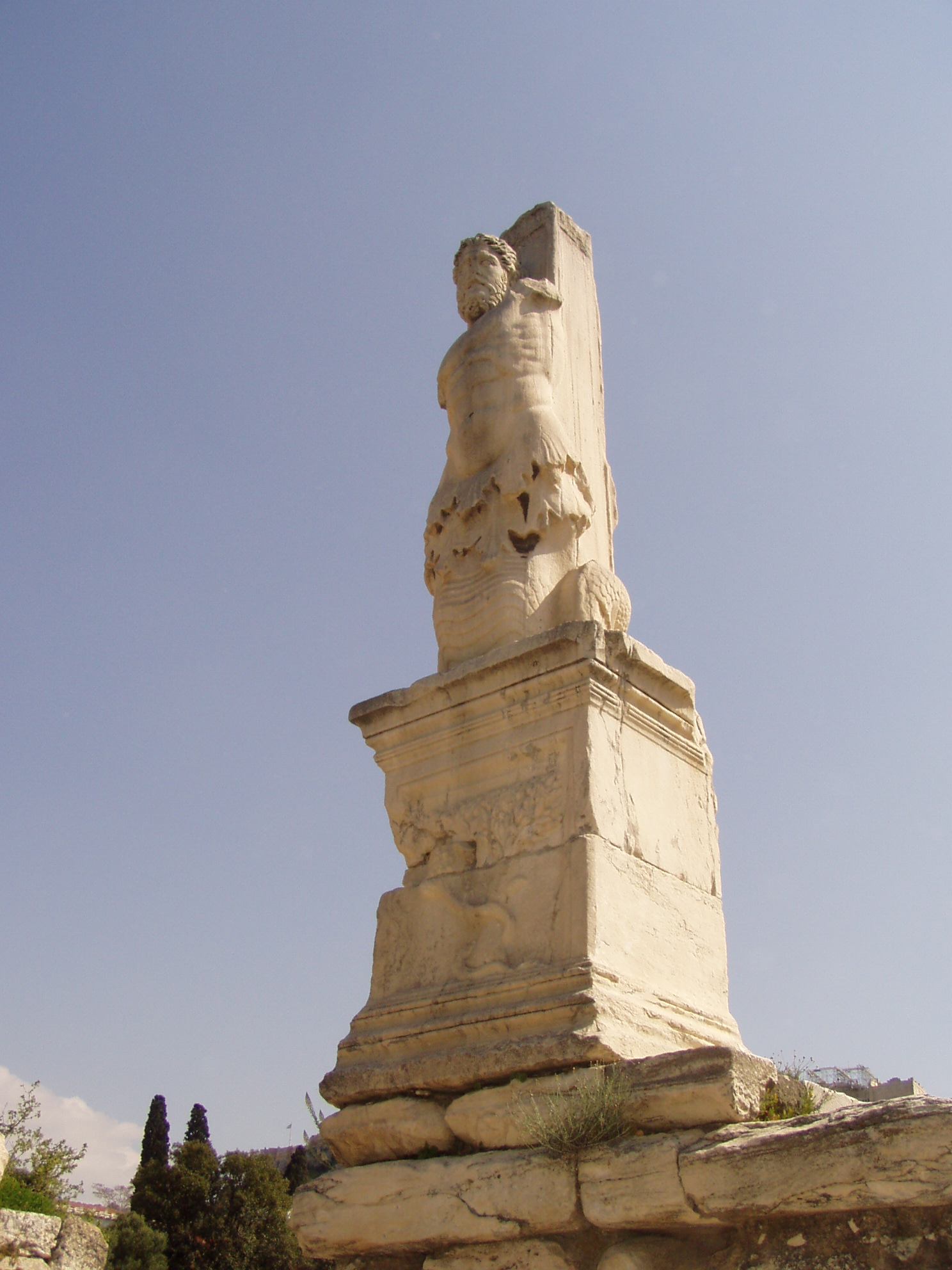
Telamone dall'ingresso dell'odeon

Aveva pianta rettangolare (51,40 m x 43.20 m) e poteva ospitare circa 1000 spettatori su diciannove file di sedili disposte in una cavea divisa in settori e che manteneva la forma circolare, all'interno dello spazio rettangolare della sala. Comprendeva inoltre un palcoscenico rialzato, con una scena decorata da erme in marmi colorati con teste in marmo bianco, e un'orchestra pavimentata in marmi colorati. Riceveva luce da aperture praticate nella parte alta dei muri e da un doppio colonnato con sei grandi colonne corinzie aperto sul retro.
All'esterno era circondato su tre lati da un criptoportico sotterraneo, sormontato da portici (stoai) ed era decorato con pilastri corinzi. La facciata sul lato nord fu decorata con sostegni costituiti da pilastri a cui si addossavano statue di giganti (anguipedi, ossia con estremità inferiori serpentiformi al posto delle gambe) e tritoni (con code di pesce al posto delle gambe); i torsi derivano dalle sculture frontonali del Partenone.
L'ingresso si trovava originariamente sul lato sud, dalla terrazza dove si trovava la Stoà di mezzo, mentre sul lato opposto settentrionale un piccolo ingresso dava accesso al palcoscenico.
Il soffitto della sala, ampio 25 m, crollò alla metà del II secolo d.C. e l'odeon con soli 500 posti, l'introduzione di un muro trasversale per il sostegno del tetto.
Il nuovo edificio venne distrutto durante l'invasione degli Eruli del 267 e al suo posto nel V secolo venne costruito un edificio bizantino, con ambienti, cortili, peristili e terme, variamente interpretato come ginnasio o come sede di una scuola, ovvero come palazzo del governatore bizantino. Il complesso riutilizzava i telamoni dell'edificio più antico per monumentalizzare l'ingresso.
La funzione principale al momento del crollo del tetto doveva essere quella di sala per letture pubbliche, mentre le rappresentazioni musicali si dovevano svolgere nell'odeon di Erode Attico.